# 비상 착륙

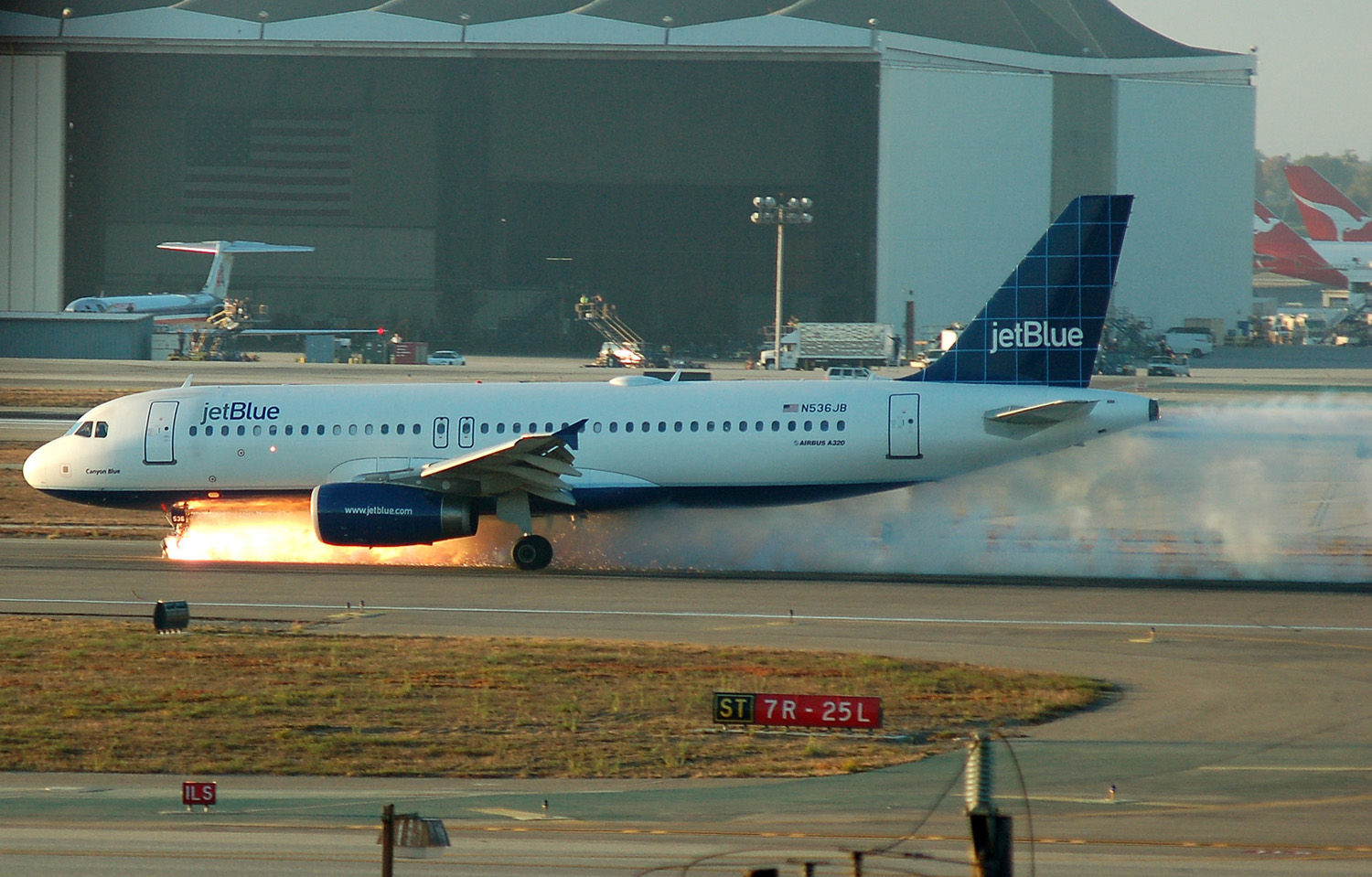
제트블루 292편의 착륙 장면. 전륜(전방 착륙 장치)의 이상으로 비상 착륙하고 있다.

비상 착륙(非常着陸)은 항공기가 기체 결함이나 인적 오류, 환자 발생 등으로 인하여 더 이상 정상적인 운항이 불가능할 경우 실시하는 착륙이다. 비상착륙은 항공기의 안전과 운항에 대한 임박하거나 지속적인 위협, 또는 탑승한 승객이나 승무원이 비행을 종료해야 하는 갑작스러운 필요와 관련된 비상상황에 대응하여 항공기가 수행하는 조기 착륙이다. 일반적으로 가장 가깝거나 가장 적합한 공항이나 공군 기지로 강제 우회하거나, 비행기가 비행장에 도달할 수 없는 경우 공항 외부에 착륙하거나 도랑을 떠나는 것이 포함된다. 비상사태가 선포되면 항공 교통 관제를 받는 항공편은 다른 모든 항공기 운항보다 우선권을 갖는다.

## 유형
동력 항공기의 비상 착륙에는 계획된 착륙 또는 계획되지 않은 착륙 등 여러 가지 유형이 있다.
- 강제 착륙 – 항공기가 기술적 문제로 인해 강제로 착륙하게 된 경우이다. 주요 시스템 장애가 발생했거나 임박했기 때문에 어디서든 가능한 한 빨리 착륙하는 것이 최우선이다. 이는 엔진, 유압장치, 랜딩기어 등 필수 시스템의 고장이나 손상으로 인해 발생하므로 활주로가 필요하지만 이용할 수 없는 경우 착륙을 시도해야 한다. 조종사는 탑승객의 부상이나 사망 가능성을 최소화하는 방식으로 항공기를 지상에 착륙시키려고 노력한다. 이는 충돌이나 추락 상황을 방지하기 위해 항공기가 아직 비행 가능한 상태에서도 강제 착륙이 발생할 수 있음을 의미한다.
- 예방적 착륙(Precautionary landing)은 정보가 제한된 장소에 계획된 착륙, 비행 중 예상치 못한 변화, 비정상적이거나 심지어 긴급한 상황으로 인해 발생할 수 있다. 이는 항공기 문제, 의료 또는 경찰 긴급 상황으로 인해 발생할 수 있다. 조종사가 잠재적인 착륙 지점을 빨리 찾고 검사할수록 항공기 상태 악화, 날씨 악화 또는 기타 요인으로 인해 추가 제한이 부과될 가능성이 줄어든다.
- 디칭(ditching)은 강제 착륙과 동일하며 물에서만 가능하다. 장애가 발생한 항공기가 수면에 접촉한 후 항공기는 손상 정도에 따라 몇 시간 동안 떠 있을 수 있지만 뜨도록 설계되지 않은 경우 가라앉을 가능성이 높다.

## 절차
강제 착륙 중에 엔진 출력을 사용할 수 없는 경우 고정익기는 활공하는 반면, 회전익기(헬리콥터)는 제어를 유지하기 위해 대기 속도와 고도를 교환하여 지상으로 자동 회전한다. 조종사는 종종 엔진 고장을 시뮬레이션하고 조종사가 착륙 지역을 선택한 다음 항공기를 최고의 활공 속도로 활공하여 항공기를 안전하게 지상에 착륙시켜야 하는 "시뮬레이션 강제 착륙"을 연습한다.
항공기의 활공 또는 자동 회전 거리 내에 적절한 착륙 지점이 있는 경우, 동력 항공기는 일반적으로 착륙할 때 전력을 거의 또는 전혀 사용하지 않기 때문에 계획되지 않은 착륙으로 인해 부상이나 항공기에 심각한 손상이 발생하지 않는 경우가 많다. 경비행기는 종종 들판, 도로 또는 자갈이 깔린 강둑(또는 플로트가 장착된 경우 물 위에)에 안전하게 착륙할 수 있다. 그러나 중형 및 대형 항공기는 일반적으로 중량이 더 무겁고 착륙 속도가 더 빠르기 때문에 길고 준비된 활주로 표면이 필요하다. 글라이더 조종사는 일상적으로 기지에서 멀리 착륙하므로 대부분의 크로스컨트리 조종사는 이에 대한 연습을 한다.

## 무인항공기 강제착륙 연구
2003년부터 무인항공기가 자율적으로 강제착륙을 할 수 있도록 하는 연구가 진행됐다.